# 非可換調和解析
数学の一分野としての非可換調和解析（ひかかんちょうわかいせき、英: noncommutative harmonic analysis）は、フーリエ解析における結果を可換とは限らない位相群に対するものへ拡張することを研究する。局所コンパクト可換群の調和解析においては、フーリエ級数やフーリエ変換の基本構造などを含む深い理論（ポントリャーギン双対性）が知られているので、非可換調和解析の主要な行動原理としては、それらの理論を任意の局所コンパクト群 G に対する理論へ拡張することを考えるのが普通である。コンパクト群の場合には、1920年代以降ピーター・ワイルの定理により定性的に理解されていて、それは一般に有限群とその指標理論の類似対応物となっている。
故に非可換調和解析の主な課題は、G がコンパクトでも可換でもないような局所コンパクト群の場合である。そういった群の中には興味深い例として、多くのリー群および p-進体上の代数群などが含まれる。これらは数理物理学、および当代の数論（特に保型表現論）においても興味深くよく応用される。
期待すべきことはフォンノイマンの基本的な仕事の結果として知られる。即ちフォンノイマンは、G のフォンノイマン群環が I-型ならば、G のユニタリ表現としての L2(G) は既約表現の直積分に分解されることを示した。これはつまり、ユニタリ表現の同型類全体の成す集合（に包核位相を入れたユニタリ双対群）で径数付けられることを意味する。プランシュレルの定理の類似は、ユニタリ双対群上の測度であるプランシュレル測度をそれによる直積分をとることと同一視することによって抽象的に与えられる（ポントリャーギン双対性の場合、プランシュレル測度は G の双対群上のあるハール測度に一致するので、従ってその正規化だけが問題である）。一般の局所コンパクト群の場合、あるいは可算離散群の場合でさえも、そのフォンノイマン群環は必ずしも I-型とは限らず、そして G の正則表現が（ユニタリかつ完全可約であったとしても）既約表現の言葉で書けないことが起こり得る。例えば無限対称群がそうで、そのフォンノイマン群環は、超有限 II1-型因子環になる。更なる理論ではプランシュレル測度は離散と連続の部分に分解される。半単純群および可解リー群のクラスに対しては、非常に詳しい理論が得られている。

## 教科書等
- 河添 健:「群上の調和解析」、朝倉書店、ISBN 978-4254115512 (2000年4月)。
- 高瀬 幸一：「群の表現論序説」、岩波書店、ISBN 978-4000052719(2013年5月31日)。
- 野村隆昭:「球面調和函数と群の表現」、日本評論社、ISBN 978-4535798182 (2018年7月26日）。
- 丸山 徹:「群上の調和解析」、丸善、ISBN 978-4-621-30770-0（2023年1月）。